# プレデター: ビッグ・ゲーム
プレデター: ビッグ・ゲーム（Predator: Big Game）とは、ダークホースコミック社から出ているコミック及び小説であり、映画『プレデター』に登場するエイリアンのプレデターを題材としている。
本作は、アメリカ・インディアンナバホ族の伝説の怪物ナイェネズガニ（Nayenezgani）にしたがってプレデターとの関連性を描いた作品ともなっている。
コミックでは全4冊パート4（1991年）までの話とトレード・ペーパーバック版の1冊（1992年）とノベル小説の小説版が出ている。
コミックは原作にジョン・アーチュデイ（John Arcudi）作画がエヴァン・ドーキン（Evan Dorkin）でノベル小説版での作家はサンディ・スコフィールド（Sandy Schofield）とジョン・アーチュデイだった。
続編である『プレデター: ブラッド・オン・ウィッチ・メサ』に続く。

## あらすじ
1991年アメリカ南西部、ニューメキシコ州の空軍基地周辺の奥深くの荒野に、謎の飛行物体が着陸した。これを知った司令官は基地周辺のパトロールを、ナバホ・インディアンである陸軍兵士イノック・ナカイ伍長と彼の相棒に命じる。この任務で調査の最中、謎の生命体こと人間狩りに来たエイリアン、プレデターに相棒を殺される。
伍長はプレデターのとった行動や仕草から、それがナバホ・インディアンの伝説において「英雄的な異端の神々の殺害者」とも呼ばれる、戦いの神ナイェネズガニ（Nayenezgani）であると考える。
そして、伍長は育ての親だった祖父・ヤタディと再会する。ナバホ族のメディスンマンにして、1920年代にナイェネズガニ（プレデター）と戦ったことのあるヤタディを通じ、イノック伍長はナバホ族としての自分のルーツを再確認する。そして祖父から教えてもらった知恵を生かし、岩山が広がるエルマルペイスの荒野で、プレデターとの1対1の戦いの末、打ち破る。

## 登場人物
イノック・ナカイ伍長（Enoch Nakai）
ナバホ・インディアンの混血児の兵士。弟が死産し、幼児の時に母親も労働中に死亡、さらに父親に捨てられた後、祖父であるナバホ族のメディスンマンのヤタディに養子として育てられた。軍人として駐留軍先の基地で司令官に呼び出され、相棒のディートルと共にプレデターの宇宙船が降り立った場所付近を捜索するが、プレデターに相棒が殺され、彼は逃げて仲間に助けを求めるが、後にプレデターと闘える唯一の人物となり、プレデターとの一対一の最終決戦では死闘を繰り広げた末、プレデターを殺してその首を刎ねた。